# Nuku'alofa
Nuku'alofa je glavni grad i gospodarsko središte države Tonge, koji se nalazi na sjeveru najjužnijeg otoka Tongatapua.
Ima oko 23 600 stanovnika.

## Povijest
U Tongoanskoj mitologiji podrijetlo imena govori kako Nuku znači prebivalište, a 'alofa znači ljubav.
Predaja govori da je Moʻungatonga, šesti Tuʻi Haʻatakalaua (kralj) poslao svog najmlađeg sina Ngata na sjever otoka Tongatapua kako bi pokušao izmiriti plemena Hihifo. No ta odluka nije nimalo laka bila njegovu ocu jer su mnoge njegove prethodnike ubili pripadnici plemena Hihifo.
On je krenuo na put iz njihove prijestolnice Mu'a zajedno sa svojim stricem Nukuom i rođakom Niukapuom. Kada su plovili kanuima netko je od njihovih sljedbenika predložio da se pobjegne na Samou, zemlju Ngatine majke. Taj je prijedlog odbijen pa je se nastavio put prema sjeveru otoka, ali uz uvjet da se iskrcaju na pola puta između Mu'a i Hihifa kako bi se bolje pripremili za susret s plemenima na sjeveru. Pomoću varke oni su zadobili pleme Hihifa na svoju stranu te su im ovi dopustili da se tu nastane.
Tako je nastao grad Nuku'alofa, prebivalište mira i ljubavi.
Prvi koji je ugledao Nuku'alofu od strane Europljana bio je britanski kapetan James Cook dana 10. lipnja 1777.
On se sa svojim brodom usidrio u jednu uvalu koja je danas uvala ispred Nuku'alofe. Poslije Cooka dolaze mnogi Europljani, a pogotovo misionaro među kojima je najpoznatiji George Vason.
Grad je dosta stradao u prosvjedima 2006. godine.

## Glavni grad
Odlukom kralja Georga Taufa'ahau Tupoua Nuku'alofa postaje glavni grad države 4. studenog 1875. i sjedište vlade osim u vrijeme rata. Grad je podijeljen na tri okruga:
- Kolomotu'a-zapadni, stari dio grada

- Kolofo'ou-istočni dio grada smješten oko utvrde, tu je također smještena Administracija Tonge (predsjednik i vlada)

- Mau'fanga-istočni dio, siromaške četvrti